# Aline Pipping
Kenny Aline Pipping, nascida em 18 de março de 1863 em Hämeenlinna, morreu em 28 de agosto de 1963 em Helsínquia, era um tradutor finlandês. Ela era a irmã de Hugo Pipping e neta de Fredrik Wilhelm Pipping.
Pipping traduzido incluindo poemas de Giosuè Carducci (1894), "A poesia italiana" (1912) e de Dante Alighieri, "La Divina Commedia" (1924).